# Fighting Blood
Fighting Blood er en amerikansk stumfilm fra 1911 af D. W. Griffith.

## Medvirkende
- George Nichols
- Kate Bruce
- Robert Harron
- Lionel Barrymore
- Mae Marsh